# Tommy Moe
Thomas Sven Moe (conocido como Tommy Moe; Missoula, 17 de febrero de 1970) es un deportista estadounidense que compitió en esquí alpino; campeón olímpico en Lillehammer 1994.
Participó en tres Juegos Olímpicos de Invierno, entre los años 1992 y 1998, obteniendo dos medallas en Lillehammer 1994, oro en el descenso y plata en el supergigante, y el octavo lugar en Nagano 1998 (supergigante).
En la Copa del Mundo consiguió una victoria y siete podios en total.
En 2003 fue admitido en el Salón de la Fama de US Ski. Es copropietario de un centro de expediciones en heliesquí en Alaska.

## Palmarés internacional
| Juegos Olímpicos | Juegos Olímpicos      | Juegos Olímpicos | Juegos Olímpicos |
| Año              | Lugar                 | Medalla          | Prueba           |
| ---------------- | --------------------- | ---------------- | ---------------- |
| 1994             | Lillehammer (Noruega) | Medalla de oro   | Descenso         |
| 1994             | Lillehammer (Noruega) | Medalla de plata | Supergigante     |